# Équipe de Catalogne de pitch and putt
L'équipe de Catalogne de Pitch and Putt est la sélection des meilleurs joueurs catalans de Pitch and Putt (Golf de dimension réduite). Elle est placée sous l'égide de la Fédération Catalane de Pitch et Putt (En catalan: catalão:Federació Catalana de Pitch and putt / Associació Catalana de Pitch and Putt) (FCPP),.
La sélection est membre de la Fédération internationale des associations Pitch and Putt (FIPPA) est de l'Association Européenne de Pitch and Putt (EPPA). Mais elle est pas membre de l'Association internationale des associations Pitch et Putt (IPPA). 

## Histoire

En rouge le territoire de la Catalogne.

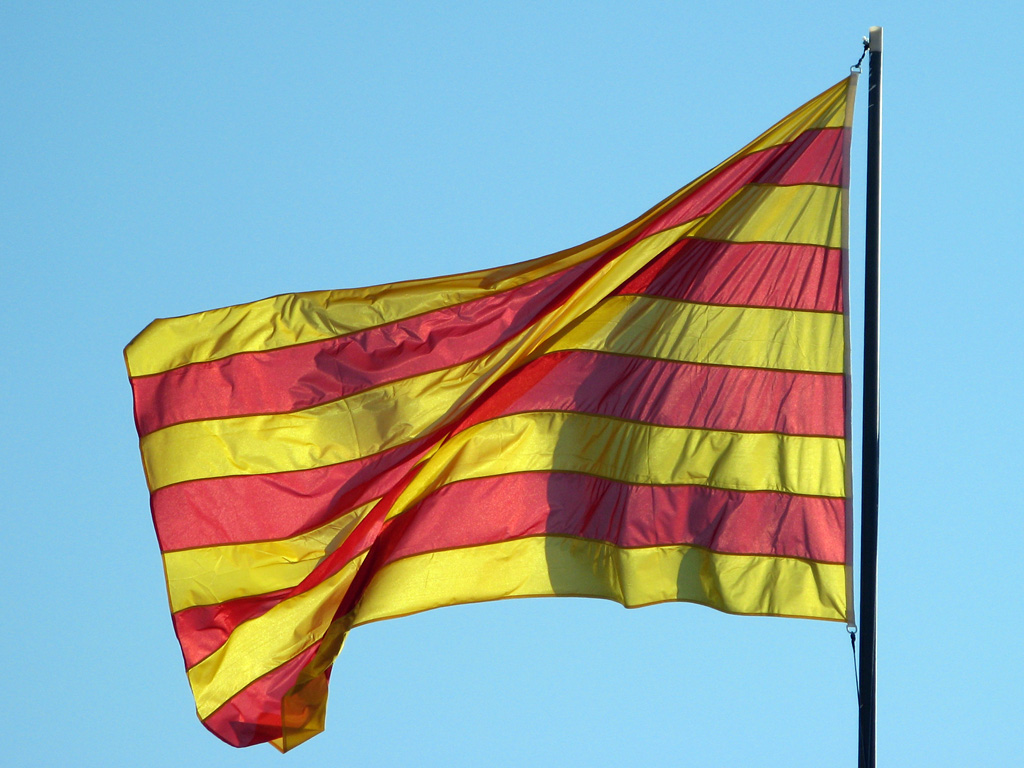
Drapeau de la Catalogne.

## Palmarès
| Coupe du monde de pitch and putt - 2004 : 1er - 2006 : 1er - 2008 : 3e - 2012 : 5e - 2016 : 2e - 2020 : | Championnat d'Europe de pitch and putt - 1999 : 4e - 2001 : 2e - 2003 : 2e - 2005 : 3e - 2007 : 2e - 2010 : 1er - 2014 : 1er - 2018 : 2e |

| Championnat du monde de Pitch and Putt individuel - 2009 : Fernando Cano 1er et Marc Lloret 4e - 2013 : Josep Martinez 4e - 2017 : | Championnat Européen de Pitch and Putt individuel - 2011 : Jordi Serra 8e - 2015 : - 2019 : |